# Entrepreneurs en herbe
Pour les articles homonymes, voir Entrepreneur (homonymie).
Entrepreneurs en herbe (Some Assembly Required) est une série télévisée américaine en 57 épisodes de 22 minutes créée par Dan Signer, ancien scénariste et coproducteur exécutif de La Vie de croisière de Zack et Cody et Section Genius et Howard Nemetz, et diffusée entre le 6 janvier 2014 et le 6 juin 2016 sur la chaine YTV puis sur Netflix (saisons 1 et 2) et Amazon Prime Video (saison 3).
En France, les deux premières saisons sont diffusées sur Netflix.

## Synopsis
Jarvis Raines, 14 ans, se retrouve à la tête d'une entreprise de jouets. Déterminé à prouver qu'il peut reprendre les rênes de Knickknack Toys et à en remonter les ventes, Jarvis va devoir inventer des jouets plus géniaux que jamais.

## Distribution

### Acteurs principaux
- Kolton Stewart (VFB : Pierre Le Bec) : Jarvis Raines
- Charlie Storwick (VFB : Stéphanie Vondenhoff) : Piper Gray
- Harrison Houde (VFB : Thibaut Delmotte) : Bowie Sherman
- Sydney Scotia (VFB : Sophie Frison) : Geneva Hayes
- Dylan Playfair (VFB : Nicolas Matthys) : Malcolm « Knox » Knoxford III
- Travis Turner (VFB : Fabian Finkels) : Aster Vanderberg
- Ellie Harvie (VFB : Olivia Auclair) : Candace Wheele alias « Madame Bubkes »

### Acteurs récurrents
- Russell Roberts (VFB : Robert Guilmard) : P. Everett Knickknack
- Nils Hognestad (VFB : Alexandre Crépet) : M. Gournisht
- Chelsea Miller (VFB : Nora Volon) : Adélaïde

### Invité(e)s
- Emily Tennant : Isabelle
- Christian Michael Cooper : Max
- Trevor Lerner : Timmy
- Vanessa Morgan : Jazlyn Simms
- Abby Ross : Tsouris
- Jedidiah Goodacre : Felix
- Paula Shaw : Edith
- Benjamin Wilkinson : Barry Scorda
- Raugi Yu : M. Jannetty

- Version française
  - Société de doublage : SDI Media 
  - Direction artistique : Julie Basecqz
  - Adaptation : Jean-Christophe Léger, Ludivine Marcvalter, Géraldine Godiet, Laurence Chauveau, Sophie Servais, Isabelle Cardoso et Sophie Marousez

## Production
La série a été créée et est produite par Dan Signer et Howard Nemetz,.
La série a été renouvelée pour une deuxième saison de 18 épisodes.
La série a été renouvelée pour une troisième saison de 13 épisodes.
Le 7 janvier 2017, la série est annulée après trois saisons.

## Épisodes
| Saison | Saison | Épisodes | États-Unis     | États-Unis       |
| Saison | Saison | Épisodes | Début          | Fin              |
| ------ | ------ | -------- | -------------- | ---------------- |
|        | 1      | 26       | 6 janvier 2014 | 26 août 2014     |
|        | 2      | 18       | 5 janvier 2015 | 1er février 2016 |
|        | 3      | 13       | 14 mars 2016   | 6 juin 2016      |

### Saison 1 (2014)
| No | #  | Titre français                      | Titre original               | Diffusion originale | Code prod. |
| -- | -- | ----------------------------------- | ---------------------------- | ------------------- | ---------- |
| 1  | 1  | La costarmure                       | Strong Suit                  | 6 janvier 2014      | 101        |
| 2  | 2  | Le Philharmonica                    | Philharmonica                | 13 janvier 2014     | 102        |
| 3  | 3  | Le froc qui gigote                  | Pants Full of Ants           | 20 janvier 2014     | 103        |
| 4  | 4  | Le Lapin arc-en-ciel                | Rainbow Bunny                | 27 janvier 2014     | 104        |
| 5  | 5  | Le tir de boîte                     | Kick the Can                 | 3 février 2014      | 105        |
| 6  | 6  | L'Arc de Cupidon                    | Cupid's Bow                  | 10 février 2014     | 106        |
| 7  | 7  | Dance Crew Evolution                | Dance Crew Evolution         | 17 février 2014     | 107        |
| 8  | 8  | Angie                               | Angie                        | 24 février 2014     | 108        |
| 9  | 9  | Le four à ressort                   | Snack in the Box             | 3 mars 2014         | 109        |
| 10 | 10 | Le homard piégeur                   | Lobster Trap                 | 10 mars 2014        | 110        |
| 11 | 11 | Le kit du joyeux chimiste amateur   | Teeny Toddler Chemistry Set  | 17 mars 2014        | 111        |
| 12 | 12 | Les pièges à élans                  | Moosetrap                    | 24 mars 2014        | 112        |
| 13 | 13 | Le vélo volant                      | Flycycle                     | 7 avril 2014        | 113        |
| 14 | 14 | Ricky Van Felt                      | Ricky Van Felt               | 14 avril 2014       | 114        |
| 15 | 15 | Pirates des airs                    | Flyrates                     | 21 avril 2014       | 115        |
| 16 | 16 | Fric Frac                           | Fat Cat                      | 28 avril 2014       | 116        |
| 17 | 17 | L'acolyte                           | Sidekick                     | 5 mai 2014          | 117        |
| 18 | 18 | Le Presto Pack                      | Presto Pack                  | 12 mai 2014         | 118        |
| 19 | 19 | Les très effrayants contes de fées  | Very Scary Fairy Tales       | 19 mai 2014         | 119        |
| 20 | 20 | Realm of Raiders                    | Realm of Raiders             | 26 mai 2014         | 120        |
| 21 | 21 | La mallette du petit magicien       | Dr. KnickKnack's Medical Bag | 22 juillet 2014     | 121        |
| 22 | 22 | Pop Superstar                       | Pop Superstar                | 29 juillet 2014     | 122        |
| 23 | 23 | Le Gizmospinatron                   | Gizmospinatron               | 5 août 2014         | 123        |
| 24 | 24 | Mmmbombe                            | Mmmbomb                      | 12 août 2014        | 124        |
| 25 | 25 | L'uniballe                          | Everyball                    | 19 août 2014        | 125        |
| 26 | 26 | L'étripeur de poissons pour enfants | Junior Fish Gutter           | 26 août 2014        | 126        |

### Saison 2 (2015-2016)
| No | #  | Titre français                 | Titre original       | Diffusion originale | Code prod. |
| -- | -- | ------------------------------ | -------------------- | ------------------- | ---------- |
| 27 | 1  | Le pantalon qui rebondit       | Bouncy Pants         | 5 janvier 2015      | 201        |
| 28 | 2  | Le Ouafture                    | Ruff Rider           | 12 janvier 2015     | 202        |
| 29 | 3  | Une poupée super réaliste      | Just Like a Baby     | 19 janvier 2015     | 203        |
| 30 | 4  | Les Salamandres samouraïs      | Samurai Salamanders  | 26 janvier 2015     | 204        |
| 31 | 5  | Le Brrrzooka                   | Brrrzooka            | 2 février 2015      | 205        |
| 32 | 6  | Le carton Knickknack           | Cardboard Box        | 16 mars 2015        | 206        |
| 33 | 7  | Le royaume du Superdoux        | Flurf                | 23 mars 2015        | 207        |
| 34 | 8  | Littlefoot                     | Littlefoot           | 30 mars 2015        | 208        |
| 35 | 9  | Le robot mécanique             | Wind-Up Robot        | 6 avril 2015        | 209        |
| 36 | 10 | La pate à modeler              | Kooky-Dough          | 13 avril 2015       | 210        |
| 37 | 11 | Le cochon goinfre              | Greedy Pig           | 20 avril 2015       | 211        |
| 38 | 12 | Les lunettes Facepuante        | Stinky Face          | 27 avril 2015       | 212        |
| 39 | 13 | La roquette à poche secrète    | Rocket with a Pocket | 13 juillet 2015     | 213        |
| 40 | 14 | Snappo                         | Snappo               | 4 janvier 2016      | 214        |
| 41 | 15 | Les Shnorfs                    | The Shnorfs          | 11 janvier 2016     | 215        |
| 42 | 16 | La cérémonie en boîte          | Award Show in a Box  | 18 janvier 2016     | 216        |
| 43 | 17 | Le K-Kube                      | K-Kube               | 25 janvier 2016     | 217        |
| 44 | 18 | Potes comme chou et chouquette | Taste Buds           | 1er février 2016    | 218        |

### Saison 3 (2016)
| No | #  | Titre français            | Titre original         | Diffusion originale | Code prod. |
| -- | -- | ------------------------- | ---------------------- | ------------------- | ---------- |
| 45 | 1  | Titre en français inconnu | Raindrop Rabbit        | 14 mars 2016        | 301        |
| 46 | 2  | Titre en français inconnu | Dig it Dragon          | 21 mars 2016        | 302        |
| 47 | 3  | Titre en français inconnu | Tinosaur               | 28 mars 2016        | 303        |
| 48 | 4  | Titre en français inconnu | Wreck & Roll           | 4 avril 2016        | 304        |
| 49 | 5  | Titre en français inconnu | Betty the Builder      | 11 avril 2016       | 305        |
| 50 | 6  | Titre en français inconnu | Joy Buzzer             | 18 avril 2016       | 306        |
| 51 | 7  | Titre en français inconnu | Unicorpse              | 25 avril 2016       | 307        |
| 52 | 8  | Titre en français inconnu | Microphony             | 2 mai 2016          | 308        |
| 53 | 9  | Titre en français inconnu | My Last Dolly          | 9 mai 2016          | 309        |
| 54 | 10 | Titre en français inconnu | Ollie-Matic            | 16 mai 2016         | 310        |
| 55 | 11 | Titre en français inconnu | Claude's Kitchen       | 23 mai 2016         | 311        |
| 56 | 12 | Titre en français inconnu | Captain Indestructible | 30 mai 2016         | 312        |
| 57 | 13 | Titre en français inconnu | Mmmboing               | 6 juin 2016         | 313        |